# 竹蜻蜓

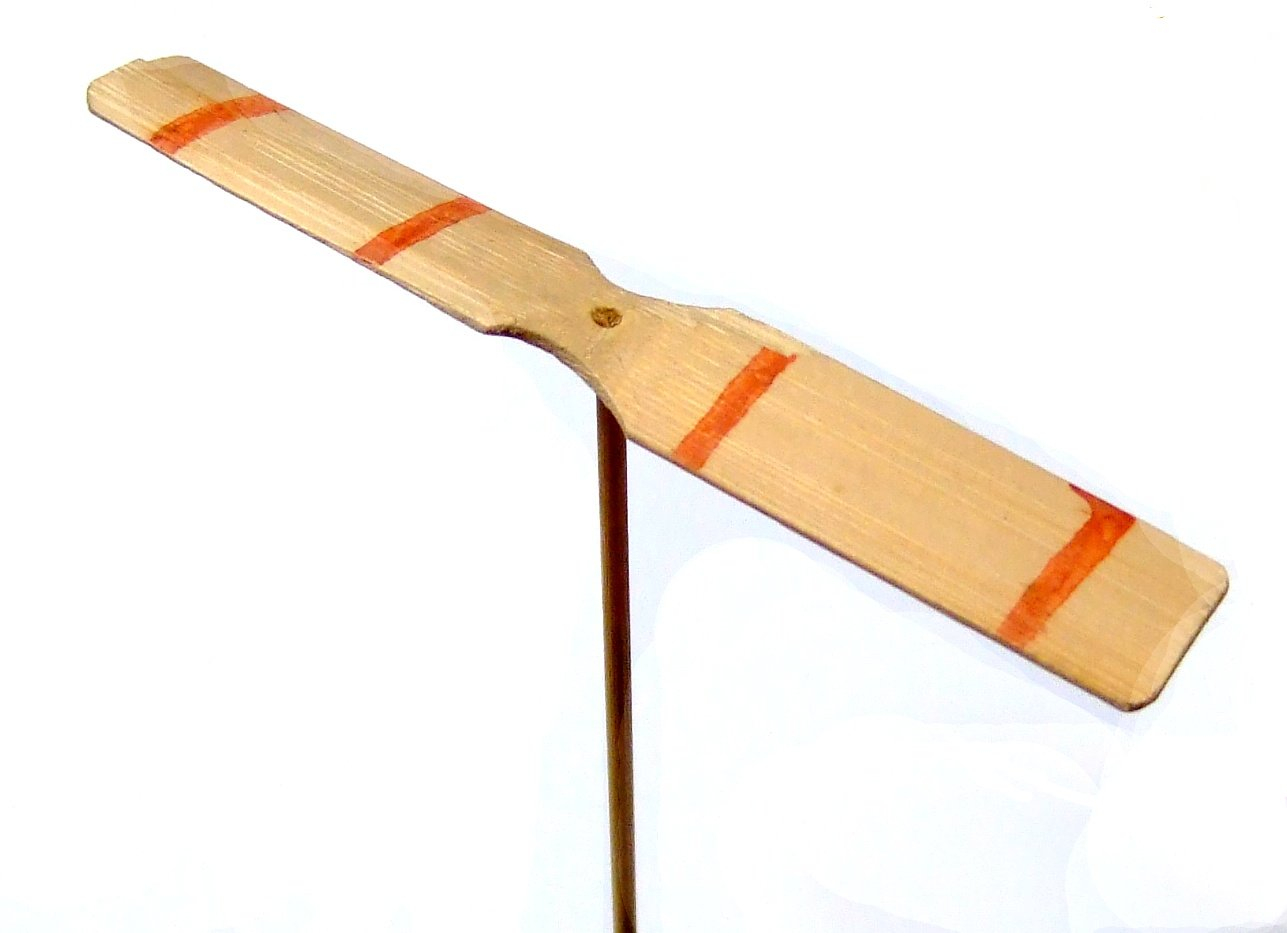

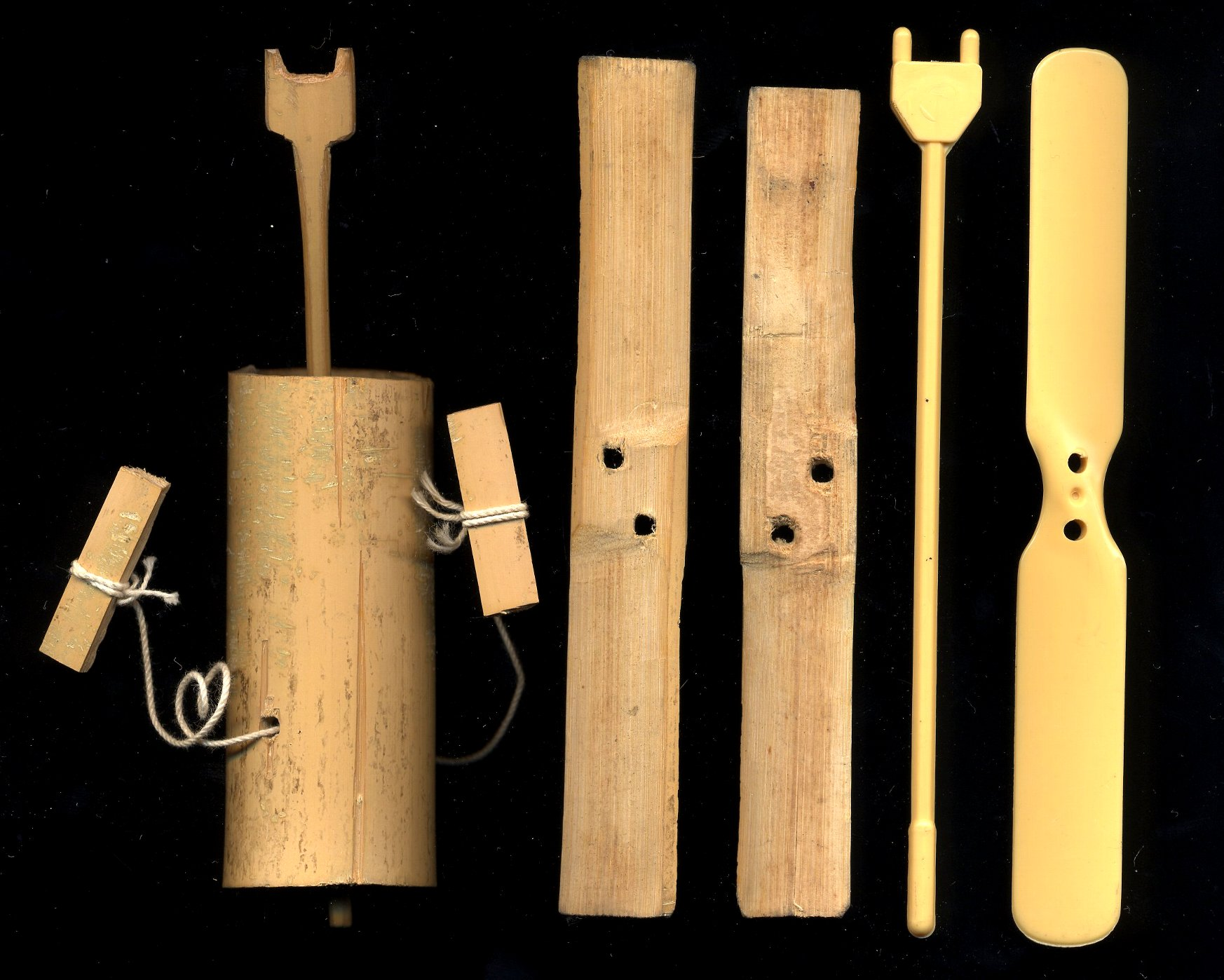

竹蜻蜓是一种起源于中国的古老儿童玩具，由轴和桨翼组成，多以竹木制做。严格来说，竹蜻蜓应包括桨翼、转轴和套在转轴外的竹筒三个主要部分。虽然光是桨翼加转轴也能玩，但是只能充当直升机玩，只有三个零件组成一体才能当自转旋翼机玩。
从对大自然中蜻蜓飞翔的观察中受到启示，公元前500年中国人制成了竹蜻蜓，两千多年来一直是中国孩子手中的玩具。在18世纪传到欧洲，启发了人们的思路，被誉为“航空之父”的英国人乔治·凯利一辈子都对竹蜻蜓着迷。他的第一项航空研究就是在1796年仿制和改造了“竹蜻蜓”，并由此悟出螺旋桨的一些工作原理。他的研究推动了飞机研制的进程，并为西方的设计师带来了研制直升机的灵感。
中国晉朝葛洪所著的《抱朴子》是记录类似竹蜻蜓最早的动力机械。《抱朴子》：“若能乘者，可以周流天下，不拘山河。凡乘道有三法：一曰龙、二曰虎、三曰鹿卢。或服符精思，若欲行千里，则以一时思之。若昼夜十二时思之，则可以一日一夕行万二千里，亦不能过此，过此当更思之，如前法。或用枣心木为飞车，以牛革结环剑以引其机，或存念作五蛇六龙三牛交罡而乘之，上升四十里，名为太清。太清之中，其气甚罡，能胜人也。